# Margaret McArthur

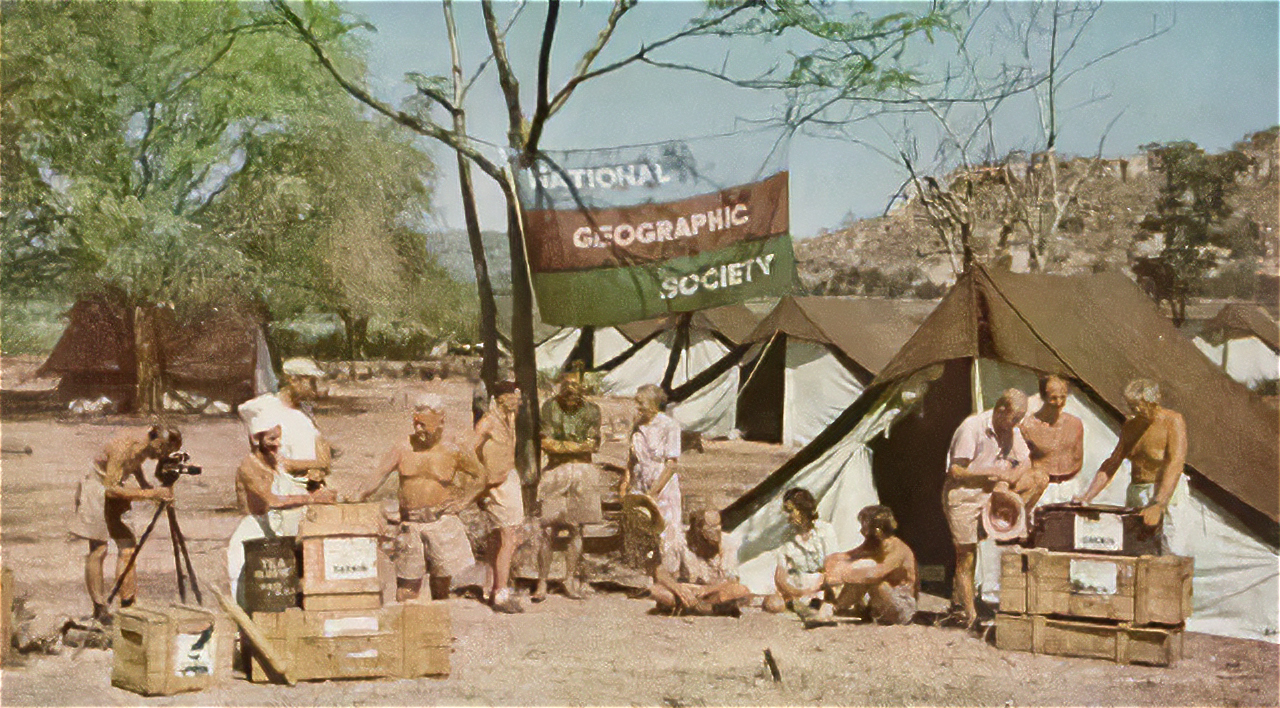
Margaret McArthur (quinta desde la derecha) en la expedición a Arnhem de 1948

Annie Margaret McArthur (1919-2002) fue una nutricionista, antropóloga y educadora australiana. Se la recuerda por realizar investigaciones innovadoras desde finales de la década de 1940 sobre los pueblos indígenas de Australia, Papúa Nueva Guinea y la región del Pacífico. Después de asignaciones en la Organización Mundial de la Salud y la Organización para la Agricultura y la Alimentación, en 1965 fue contratada como la primera mujer profesora en el Departamento de Antropología de la Universidad de Sydney, convirtiéndose en profesora titular antes de su jubilación en 1975.

## Primeros años y educación
Nacida en Ararat, en el suroeste de Victoria, el 6 de diciembre de 1919, Annie Margaret McArthur estudió bioquímica y bacteriología en la Universidad de Melbourne y obtuvo una licenciatura. (1941) y un M.Sc. (1942). Realizó un curso de posgrado en nutrición en el Instituto Australiano de Anatomía (1946) y se diplomó en antropología social en la Universidad de Londres (1952). En 1962, obtuvo un doctorado. en antropología social de la Universidad Nacional de Australia en 1962 con una tesis titulada The Kunimaipa: the Social Structure of a Papuan Society .   De 1948 a 1949 participó como nutricionista en el

## Carrera
Después de recibir su maestría, MacArthur pasó tres años durante la Segunda Guerra Mundial como investigadora en la Organización de Investigación Científica e Industrial de la Commonwealth en Canberra, donde ayudó a desarrollar contenedores para entregar alimentos a las tropas en los trópicos (1943-1945). Tras formarse en el Instituto Australiano de Anatomía, en 1947 se unió a la Expedición de Nutrición a Nueva Guinea dirigida por el Departamento de Salud de la Commonwealth.  En 1948, trabajó como nutricionista en la expedición científica estadounidense-australiana a Arnhem Land para estudiar la ecología de los nómadas indígenas en el extremo noreste del Territorio del Norte de Australia.  En relación con su doctorado, MacArthur emprendió una investigación de campo sobre el pueblo Kunimaipa de Papúa, comunicándose con ellos en su propio idioma mientras estudiaba sus hábitos nutricionales. De 1958 a 1960 trabajó como consultora de antropología social para el gobierno de Malaya en nombre de la Organización Mundial de la Salud. Luego pasó un año como consultora en nutrición para Indonesia en una asignación de la Organización de las Naciones Unidas para la Alimentación y la Agricultura. En 1965, la Universidad de Sydney la contrató como la primera profesora en su Departamento de Antropología, convirtiéndose en profesora titular antes de su jubilación en 1975. En 1976 se casó con el profesor jubilado de antropología de Harvard Douglas Oliver y se instaló con él en Honolulu . Murió allí tras una larga enfermedad el 12 de mayo de 2002. 